# 内藤多仲
内藤 多仲（ないとう たちゅう、1886年〈明治19年〉6月12日 - 1970年〈昭和45年〉8月25日）は、日本の構造家・建築構造技術者・建築構造学者・一級建築士（登録番号第17200号）、建築家。「耐震構造の父」と称されている。名古屋テレビ塔や東京タワーなど、鉄塔の設計を多く手がけ、「塔博士」とも呼ばれている。日本建築学会長、日本地震工学振興会会長などを歴任。

## 経歴

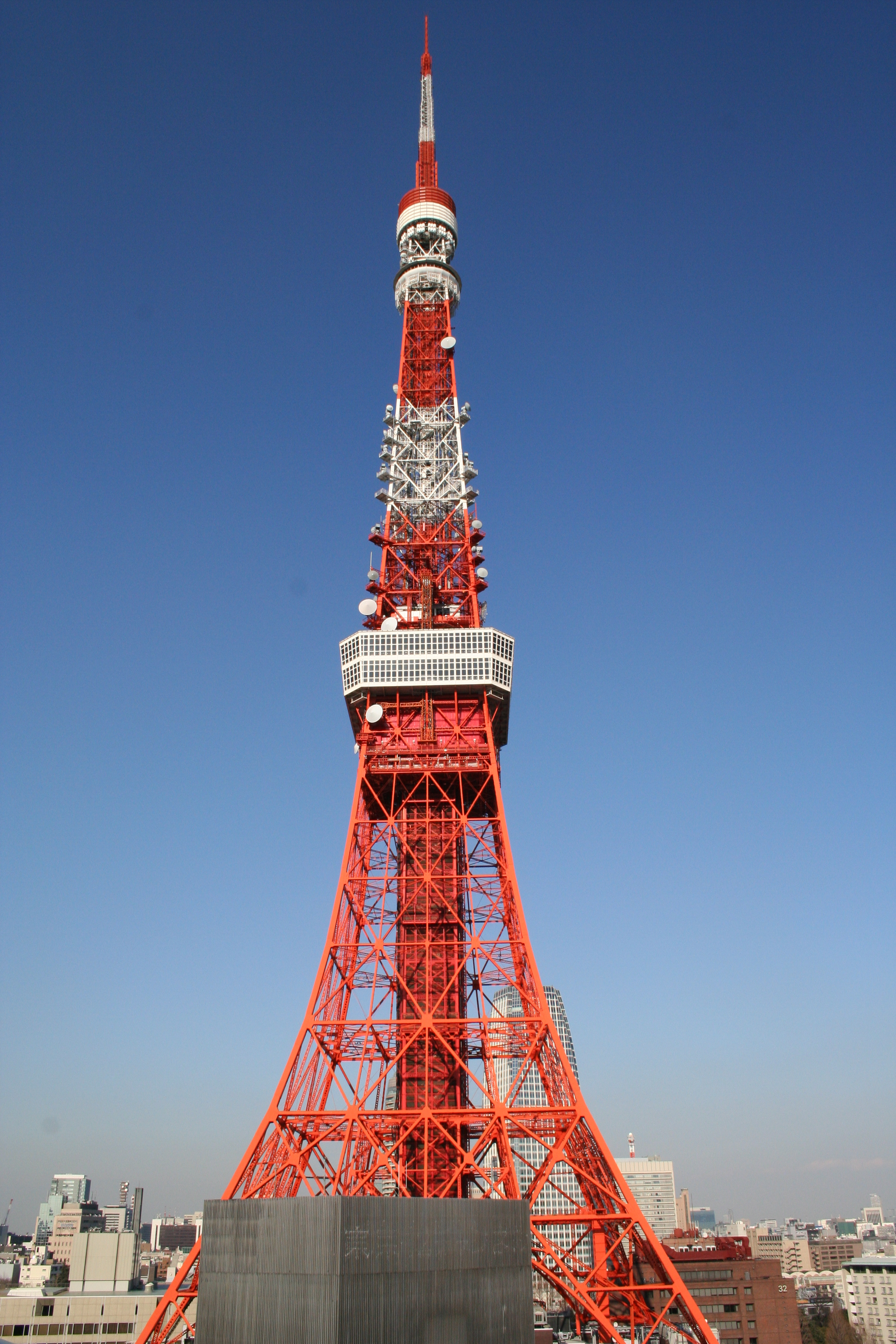
東京タワー

山梨県中巨摩郡榊村（現南アルプス市曲輪田）出身。旧制甲府中学（現・山梨県立甲府第一高等学校）、第一高等学校を経て東京帝国大学（現在の東京大学）入学。最初は造船学を専攻していたが、日露戦争後の造船不況を考慮して建築学に転向。佐野利器に師事した。
1910年に東京帝国大学卒業（同期に高松政雄、安井武雄らがいた）、1913年に早稲田大学教授。
1917年-1918年、アメリカへ1年間留学。旅行用トランクの仕切板を外して積んだため、トランクを破壊してしまった体験や船の構造から着想を得て、帰国後に耐震壁による耐震構造理論を考案した。1924年に、「架構建築耐震構造論」で工学博士号を取得。
この耐震構造理論を用いて耐震壁付き鉄骨鉄筋コンクリート構造の日本興業銀行本店（渡辺節設計、1923年竣工）や歌舞伎座、実業之日本社ビル等の構造設計を実施。興銀の竣工3か月後に関東大震災が起こるが、丸の内にあったアメリカ流の鉄骨造ビルが大きな被害を受けたのと対照的に、興銀が無事だったことで内藤の理論が実証された（歌舞伎座は建設工事中で、内部を焼失したが、躯体は無事だった）。
- 1938年に溶接学会会長
- 1941年に日本建築学会会長
- 1943年に早稲田大学理工学部長就任
- 1954年に日本学術会議会員
- 1960年に日本学士院会員、東レ科学技術賞受賞
- 1962年に文化功労者
- 1964年に勲二等旭日重光章（現・旭日重光章）
- 1970年に従三位

また、内匠寮工務課の嘱託として、昭和12年竣工の楽部庁舎の設計に関わった。
戦後は、名古屋テレビ塔やさっぽろテレビ塔、東京タワーなど多数（70基）の鉄骨構造の電波塔・観光塔の設計を手がけ、「塔博士」とも呼ばれた。4000メートル塔の構想もあり図面を残している。
次男・内藤多四郎 も構造設計の道に進み、日本建築積算協会顧問。
1970年8月25日9時5分、第一国立病院（現在の国立国際医療センター）で死去。84歳。遺骨は多磨霊園内にある内藤家の墓地に埋葬された。墓地の右側には墓誌が、左側に銅像と顕彰記がある。

## 人物
唯一の趣味が能であり、自ら演じた。「能を演じるのと構造設計とは同じくやり直しがきかぬ所に無限の味わいがある」とは多仲本人の言葉である。
内藤が作成する構造計算書は、かなり省略や飛躍が多いため、専門家の間でも分からないという評がある。計算の進め方は1枚の写真の全紙大のカレンダーの裏に縦断面を描き、左手に計算尺、右手に万年筆で、上の階から柱・梁・床版・壁などリスト風に個所個所に断面のスケッチを描いていき、楽譜のようにスケッチを仕上げ、図表も公式も神わざのような速さで済ませていたという。
色々と注文をつけられる場合は、大抵言われる通りにデザインを変える。機能上、どうしても設けられない時は残酷だねと述べて、計算のやり直しをする。耐震構造は平面と断面の全体をのみこまれてから方針を決められることが多く、施工が始まると現場をしばしば訪れた。このとき各所を丹念に調べ、補助筋の要か不要を確かめ、補助筋は大抵10パーセントを越えない。
鉄骨の材を被覆なく水平に大きく使用する方法を採用する例も多く配慮は架構に限らず、基礎はことのほか厳重であり、これは基礎下の土質の状態やシートパイルの緊結など耐震考慮のため何回となく考え直すことがあり、杭打の日などは1日中現場から離れず見ることもあったという。
Where there's  a will.there's a way-意思ある所に道あり-。内藤が人生を振り返り語った言葉。中学２年の英語で習ったイソップ物語に出てきたと記している。多くの人々から影響を受けながら強い信念をもって研究に取り組み、「日本の耐震構造の父」となった。
【耐震建築五訓】地震学者の今村明恒の言葉を基に内藤が作った耐震建築についての教え
　　木造　柱には方杖　壁に筋違を　仕口に金具　隅に火打を
　　鉄筋柱  壁なくて　何の己が柱ぞよ　めおとの仲も　そんなものぞよ
　　鉄筋ビル  耐震の壁の力は柱をも　強めてやすき　鉄骨のビル
　　鉄骨鉄筋ビル  君知るや　壊れたためし　未だ聞かぬ　鉄骨入りの鉄筋のビル
　　超高層ビル  ふらふらと地震のかわす　神業は　電算鉄骨の超高のビル

## 構造設計
以下の年には竣工年でないものと竣工年のものが混在する。
| 名称                                  | 年                 | 所在地             | 意匠設計            | 状態                            | 備考 |
| ------------------------------------- | ------------------ | ------------------ | ------------------- | ------------------------------- | --- |
| 芝浦製作所鋳物                        | 1914年（大正3年）  |                    | 斎藤久孝            | 現存せず                        | |
| 大阪髙島屋百貨店（長堀店）            | 1921年（大正10年） | 大阪府大阪市中央区 | 岡田信一郎          | 現存せず                        | |
| 大阪商船神戸支店                      | 1921年（大正10年） | 兵庫県神戸市       | 渡辺節              |                                 | |
| 日本興業銀行本店                      | 1923年（大正12年） | 東京都千代田区     | 渡辺節              | 現存せず                        | |
| 歌舞伎座                              | 1923年（大正12年） | 東京都中央区       | 岡田信一郎          | 現存せず                        | |
| 実業之日本社ビル                      | 1924年（大正13年） | 東京都中央区       | 佐藤功一            | 現存せず                        | |
| NHK愛宕山放送局鉄塔                   | 1925年（大正14年） | 東京都港区         | 木子七郎            | 現存せず                        | |
| 東京電灯千住火力発電所                | 1925年（大正14年） | 東京都足立区       |                     | 現存せず                        | おばけ煙突で知られた |
| 自邸 （早稲田大学内藤多仲博士記念館） | 1926年（大正15年） | 東京都新宿区       | 木子七郎・今井兼次  | DOCOMOMO JAPAN 176              | |
| 早稲田大学大隈記念講堂                | 1927年（昭和2年）  | 東京都新宿区       | 佐藤功一・佐藤武夫  | 重要文化財                      | |
| NHK新郷放送所鉄塔                     | 1927年（昭和2年）  | 埼玉県川口市       | 今井兼次            | 現存せず                        | |
| 東京地下鉄道上野駅                    | 1927年（昭和2年）  | 東京都台東区       | 東京地下鉄道建築課  |                                 | |
| 旧 山口萬吉邸                         | 1927年（昭和2年）  | 東京都千代田区     | 木子七郎・今井兼次  | 登録有形文化財 九段 kudan house | |
| 山梨中央銀行東京支店                  | 1929年（昭和4）年  | 東京都千代田区     | 徳永庸              | 千代田区景観まちづくり重要物件  | |
| 明治生命館                            | 1930年（昭和5年）  | 東京都千代田区     | 岡田信一郎          | 重要文化財                      | |
| 日本銀行本店増築                      | 1930年（昭和5年）  | 東京都中央区       | 長野宇平治          |                                 | |
| 大丸心斎橋店本館                      | 1933年（昭和8年）  | 大阪府大阪市中央区 | W・M・ヴォーリズ    | 現存せず                        | |
| 日本橋髙島屋S.C.本館（B街区）         | 1933年（昭和8年）  | 東京都中央区       | 高橋貞太郎,村野藤吾 |                                 | 内藤は増築に関わる |
| 大阪放送会館本館                      | 1936年（昭和11年） | 大阪府大阪市中央区 | 渡辺仁              | 現存せず                        | 2002年取り壊し |
| 富山電気ビルデイング本館              | 1936年（昭和11年） | 富山県富山市       | 富永襄吉            | 登録有形文化財                  | [ 1 ] |
| 棒二森屋本館                          | 1937年（昭和12年） | 北海道函館市       | 明石信道            |                                 | 2019年以降取り壊し予定 |
| 髙島屋東別館                          | 1937年（昭和12年） | 大阪府大阪市浪速区 | 鈴木禎次            | 登録有形文化財,重要文化財       | |
| 共立講堂                              | 1938年（昭和13年） | 東京都千代田区     | 前田健二郎          | 千代田区景観まちづくり重要物件  | |
| 日本製鉄輪西製鉄所第四火力発電所      | 1938年（昭和13年） | 北海道室蘭市       |                     | 現存せず                        | |
| 日本航空格納庫                        | 1938年（昭和13年） |                    |                     | 現存せず                        | |
| 長者原発電所                          | 1939年（昭和14年） | 山形県小国町       |                     |                                 | |
| 電興株式会社社寮                      | 1939年（昭和14年） | 山形県小国町       |                     | 資料館                          | |
| 旧東京厚生年金病院                    | 1953年（昭和28年） | 東京都新宿区       | 山田守              | 現存せず                        | |
| 世界平和記念聖堂                      | 1954年（昭和29年） | 広島県広島市中区   | 村野藤吾            | 重要文化財                      | |
| 根津美術館                            | 1954年（昭和29年） | 東京都港区         | 今井兼次            | 現存せず                        | |
| 神戸新聞会館                          | 1954年（昭和29年） | 兵庫県神戸市       | 村野藤吾            | 現存せず                        | |
| 名古屋テレビ塔(中部電力MIRAI TOWER)   | 1954年（昭和29年） | 愛知県名古屋市     | 内藤                | 重要文化財                      | |
| 二代目通天閣                          | 1956年（昭和31年） | 大阪府大阪市浪速区 | 内藤                | 登録有形文化財                  | |
| 別府タワー                            | 1956年（昭和31年） | 大分県別府市       | 内藤                | 登録有形文化財                  | |
| さっぽろテレビ塔                      | 1957年（昭和32年） | 北海道札幌市       | 内藤                |                                 | |
| 山梨県民会館                          | 1957年（昭和32年） | 山梨県甲府市       | 内藤・明石信道      | 現存せず                        | |
| 早稲田大学内藤博士記念耐震構造研究館  | 1957年（昭和32年） | 東京都新宿区       | 内藤・明石信道      |                                 | |
| 東京タワー                            | 1958年（昭和33年） | 東京都港区         | 内藤・日建設計      | 登録有形文化財                  | |
| 遠光寺本堂                            | 1958年（昭和33年） | 山梨県甲府市       | 内藤                |                                 | |
| 甲府市役所1号館                       | 1961年（昭和36年） | 山梨県甲府市       | 内藤・日建設計      | 現存せず                        | 設計指導 |
| 總持寺大祖堂                          | 1962年（昭和37年） | 神奈川県横浜市     | 田辺泰              |                                 | |
| 早稲田大学文学部旧校舎                | 1962年（昭和37年） | 東京都新宿区       | 村野藤吾            |                                 | |
| 山梨県庁舎                            | 1963年（昭和38年） | 山梨県甲府市       | 内藤・明石信道      |                                 | |
| 博多ポートタワー                      | 1963年（昭和38年） | 福岡県福岡市博多区 | 内藤                |                                 | |
| 日生劇場                              | 1963年（昭和38年） | 東京都千代田区     | 村野藤吾            |                                 | |
| 東海大学校舎                          | 1964年（昭和39年） | 神奈川県平塚市     | 山田守              |                                 | |
| 新宿区役所                            | 1965年（昭和40年） | 東京都新宿区       | 内藤・明石信道      |                                 | |
| 八重洲ダイビル                        | 1965年（昭和40年） | 東京都千代田区     | 村野藤吾            |                                 | |
| 恵林寺 武田信玄公宝物館               | 1969年(昭和44年)   | 山梨県甲州市       | 内藤                |                                 | |
| 山梨信用金庫本店                      |                    | 山梨県甲府市       |                     |                                 | |
| 山梨県民信用組合塩山支店              |                    | 山梨県甲州市       |                     |                                 | 旧塩山信用組合本店 |
| 山梨県産業組合会館                    |                    |                    |                     |                                 | |
| 山梨YMCA会館                          |                    | 山梨県甲府市       |                     | 現存せず                        | |
| 山梨県医師会館                        |                    | 山梨県甲府市       |                     | 現存せず                        | |
| 山梨県青少年文化センター              |                    | 山梨県甲府市       |                     |                                 | |
| 甲府市立野外音楽堂                    |                    | 山梨県甲府市       |                     | 現存せず                        | |
| 山梨学院大学                          |                    | 山梨県甲府市       |                     |                                 | 古屋記念堂、本館（第９号館）、第５～７号館、家政学部校舎（１２号館）、勾配教室（１６号館）、２１号館、酒折宮校舎、女子寮、付属幼稚園、第２男子寮 |

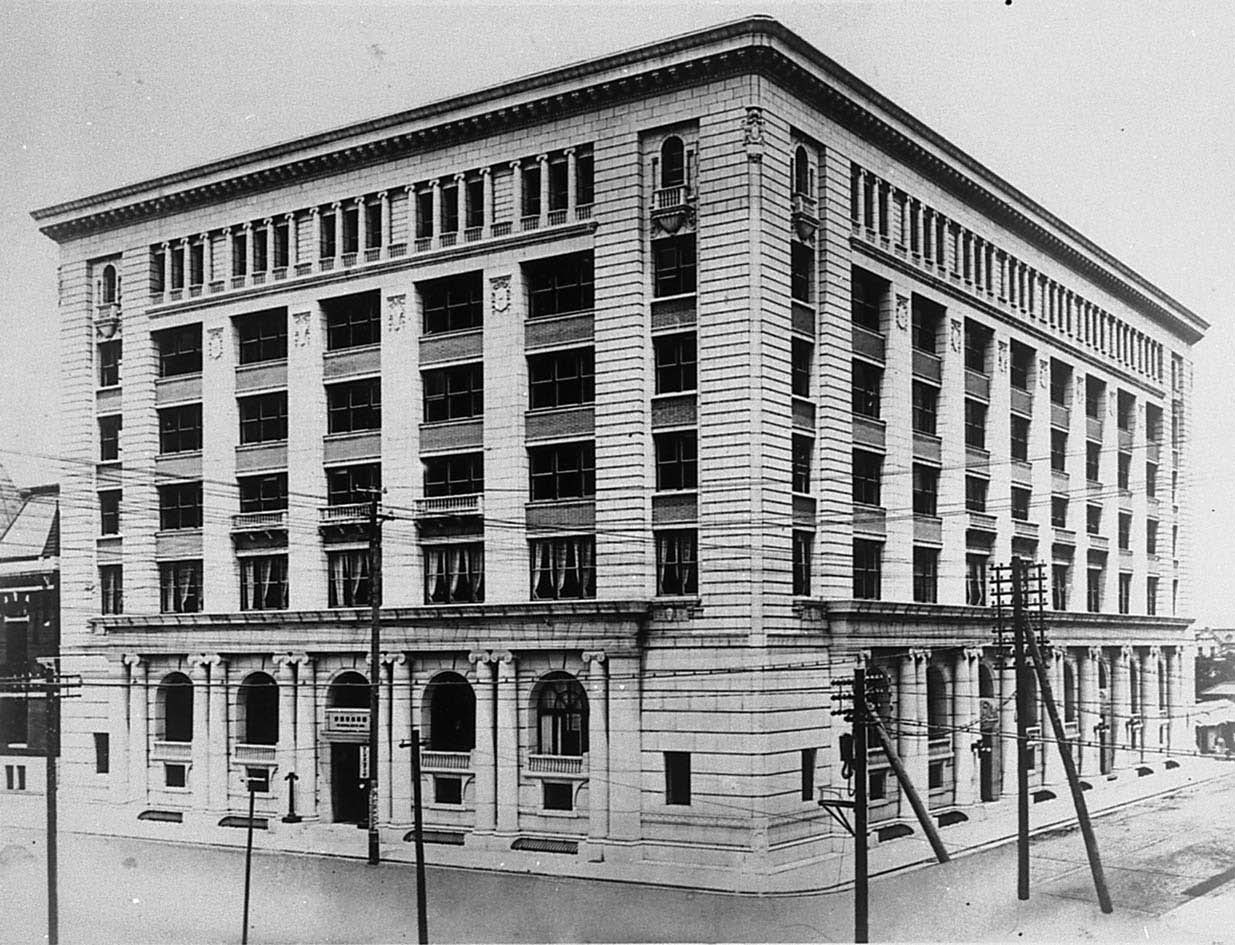
日本興業銀行本店（1923年）
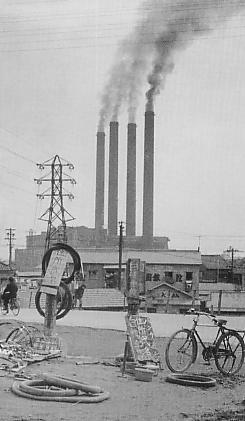
東京電灯千住火力発電所 （1925年）
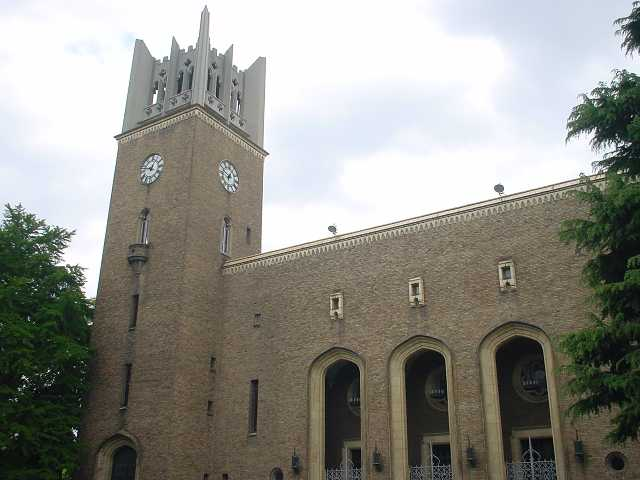
大隈講堂 （1926年）
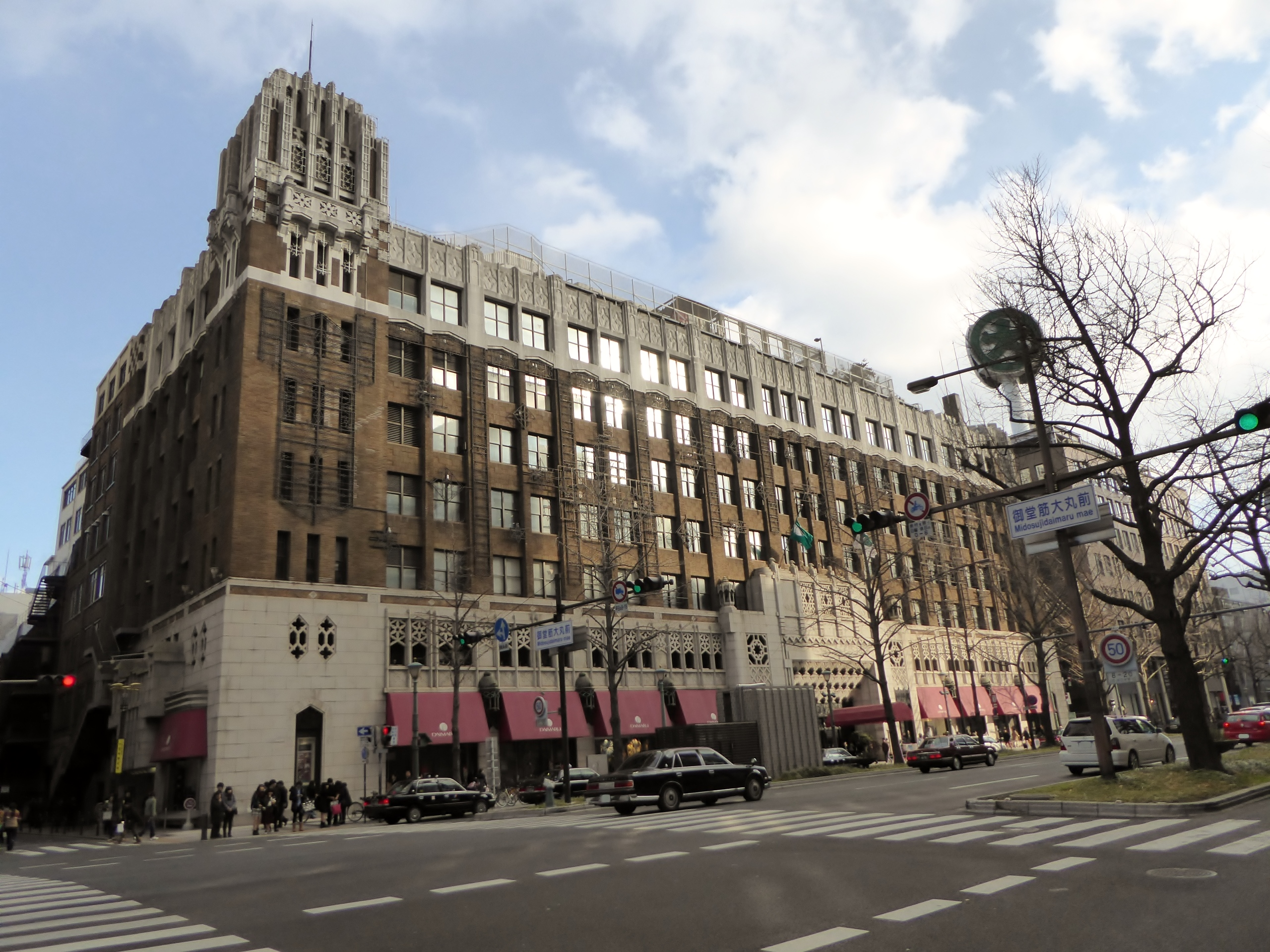
大丸心斎橋店本館 （1933年）
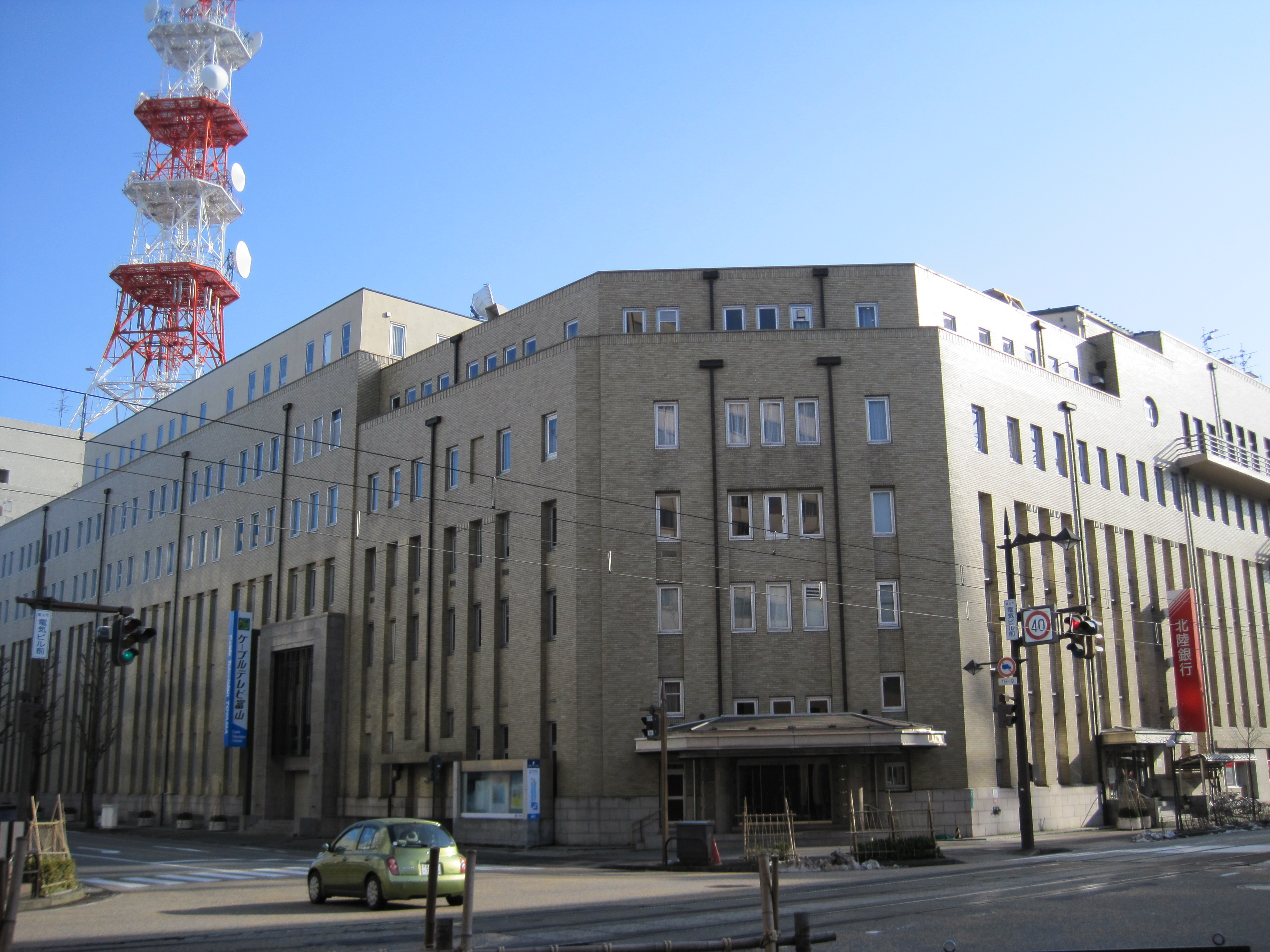
富山電気ビルデイング （1936年）
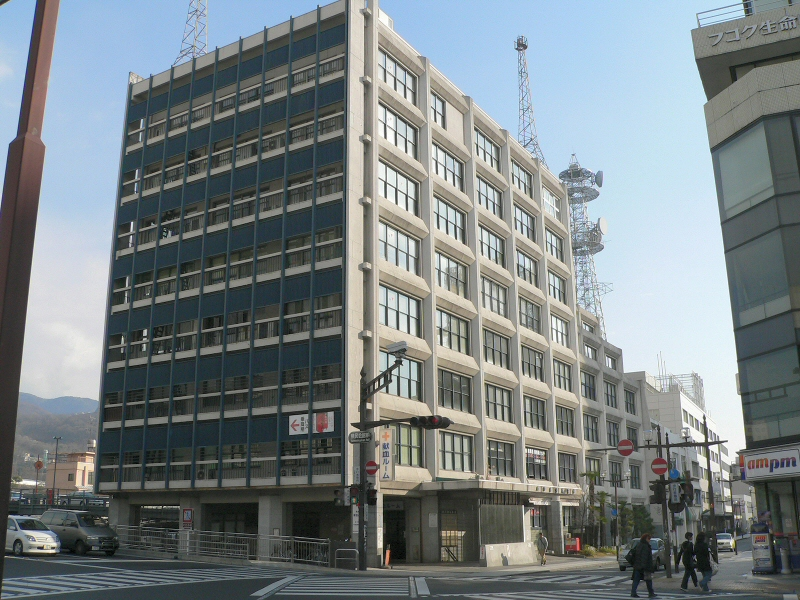
山梨県民会館 （1957年）
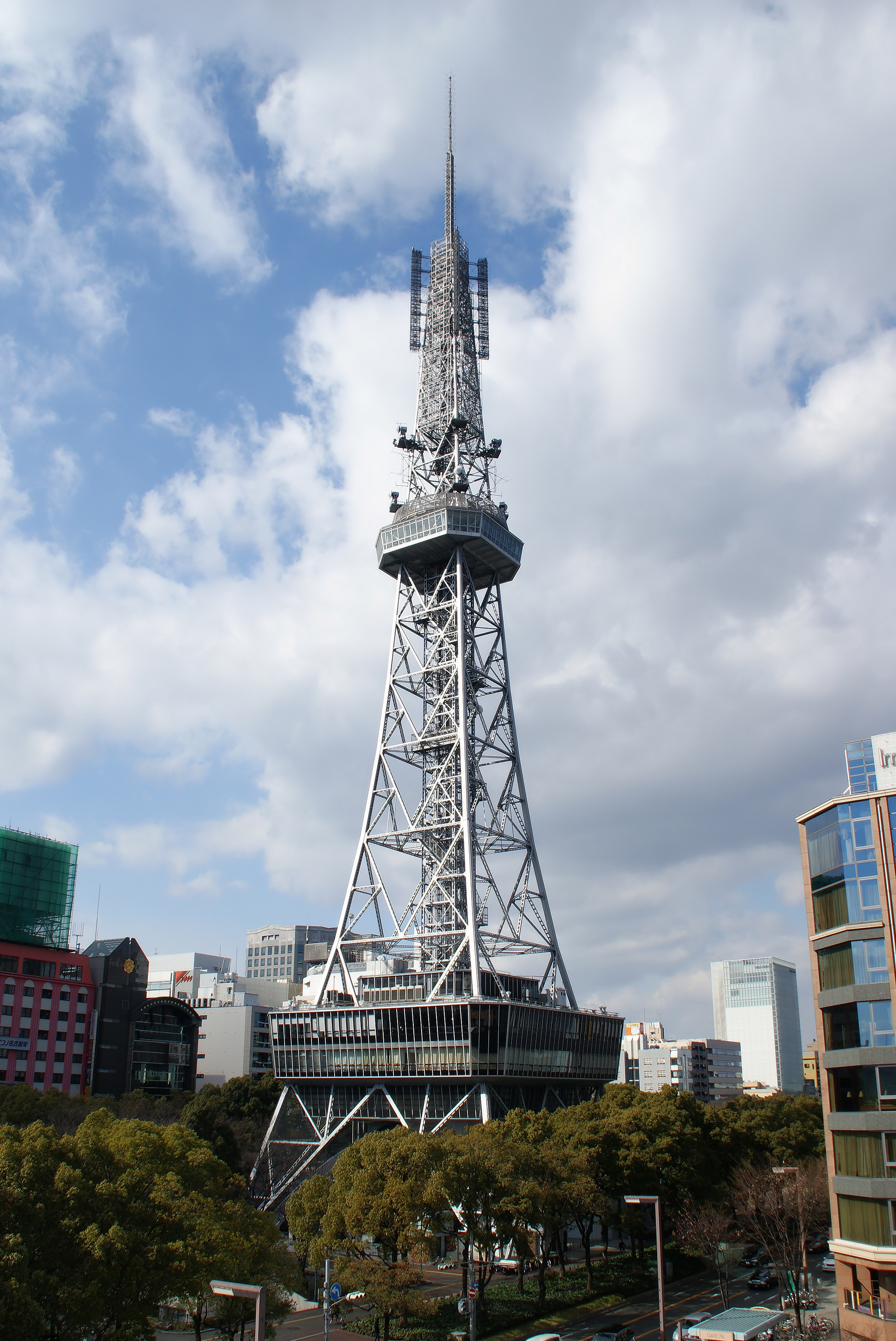
名古屋テレビ塔 （1954年）
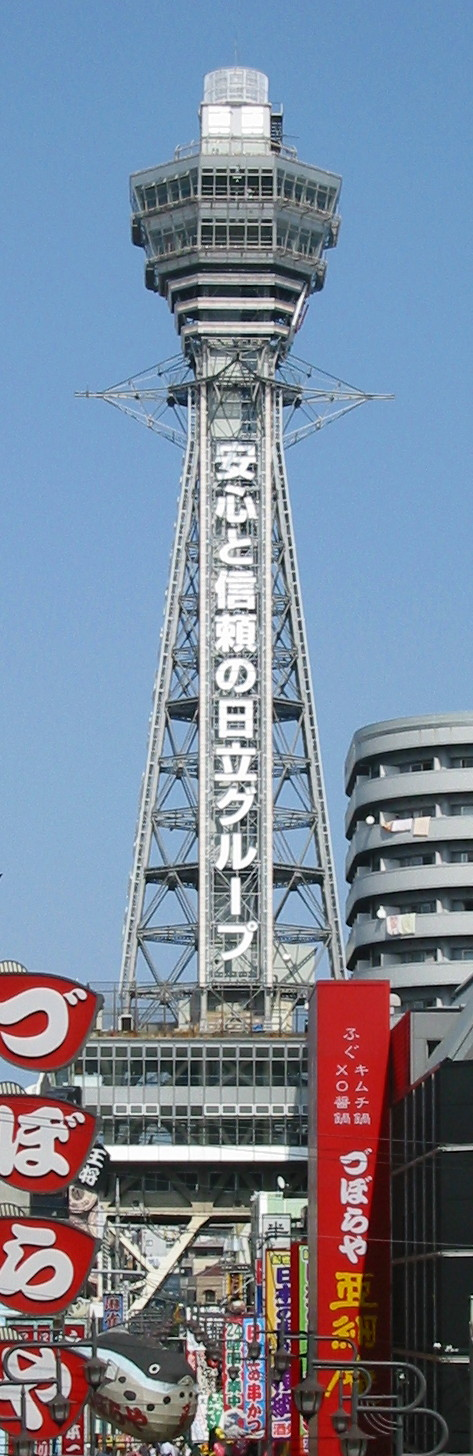
二代目通天閣 （1956年）
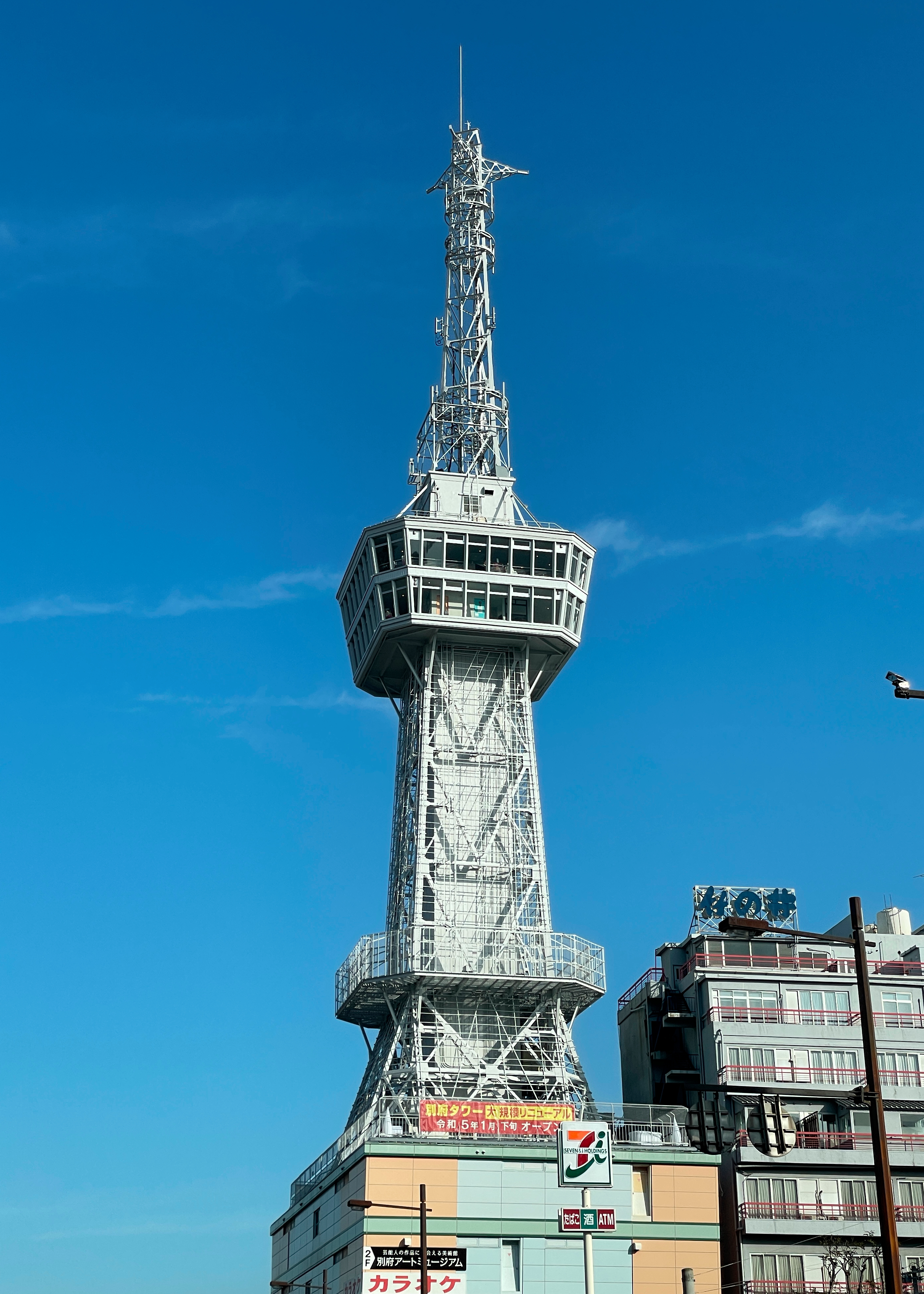
別府タワー （1956年）
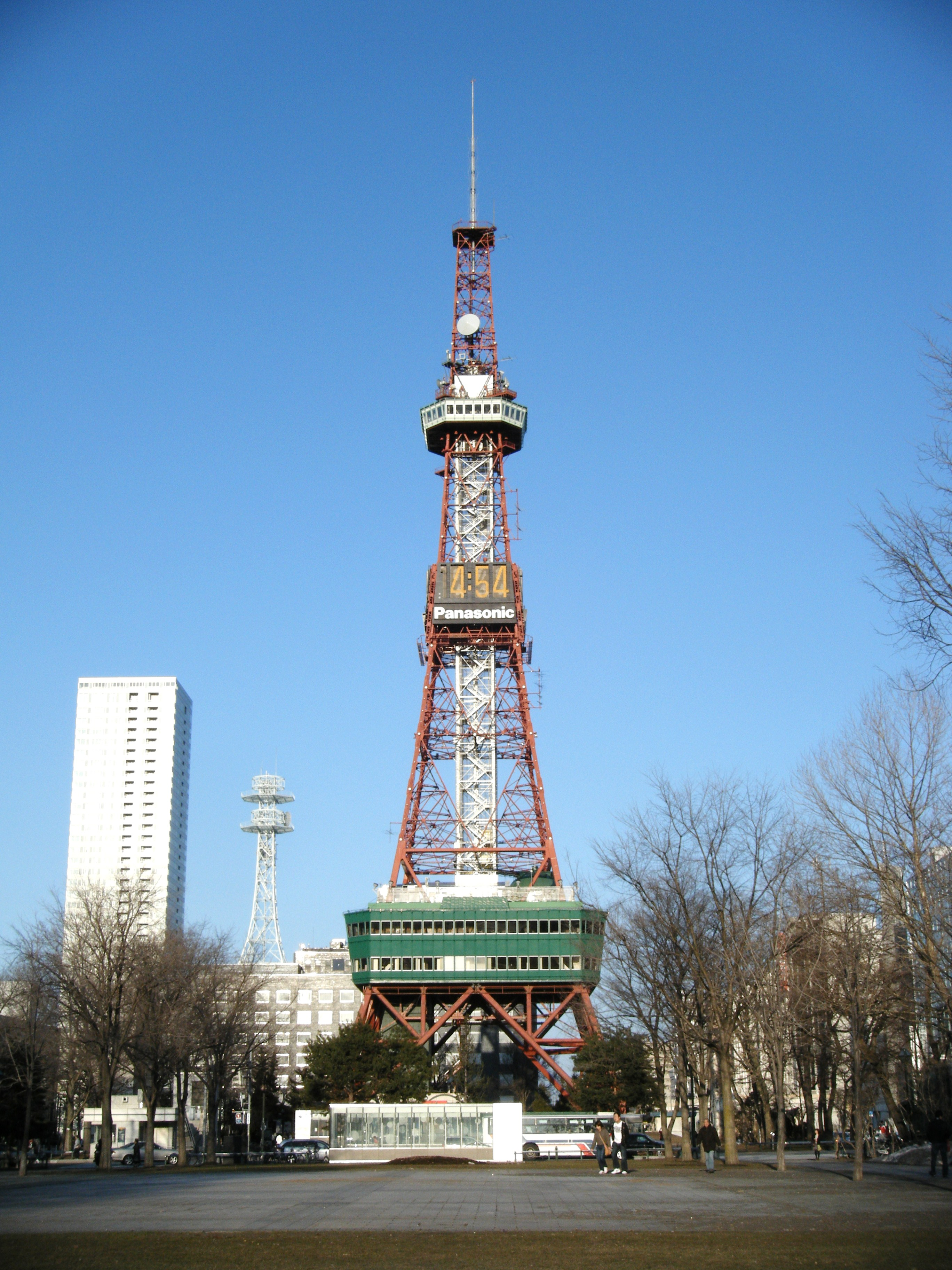
さっぽろテレビ塔 （1957年）
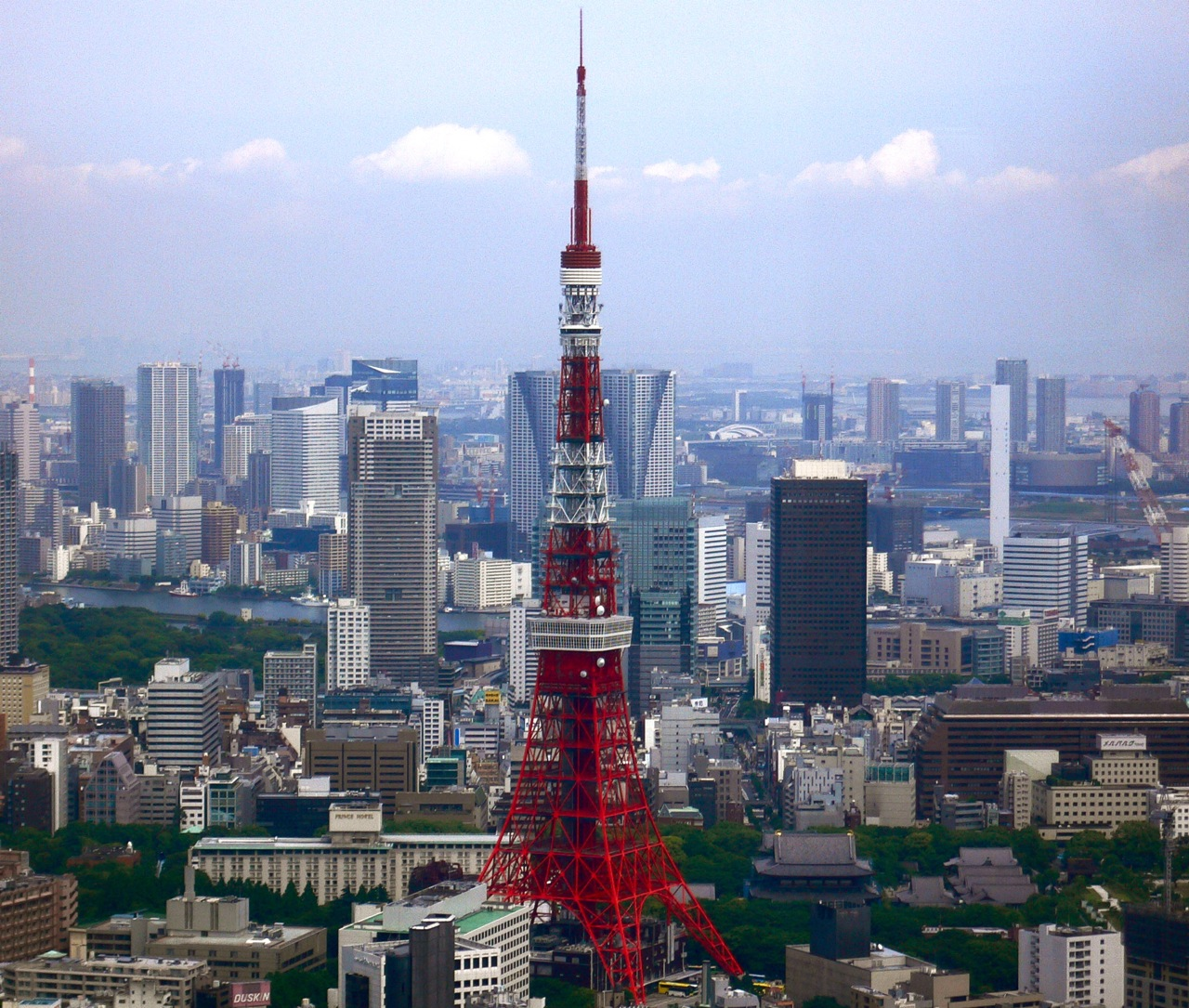
東京タワー （1958年）
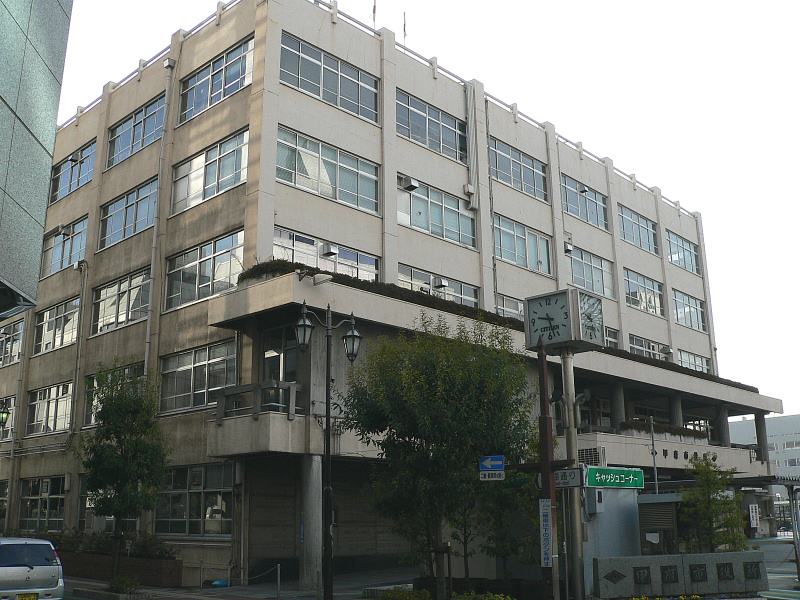
甲府市役所1号館 （1961年）
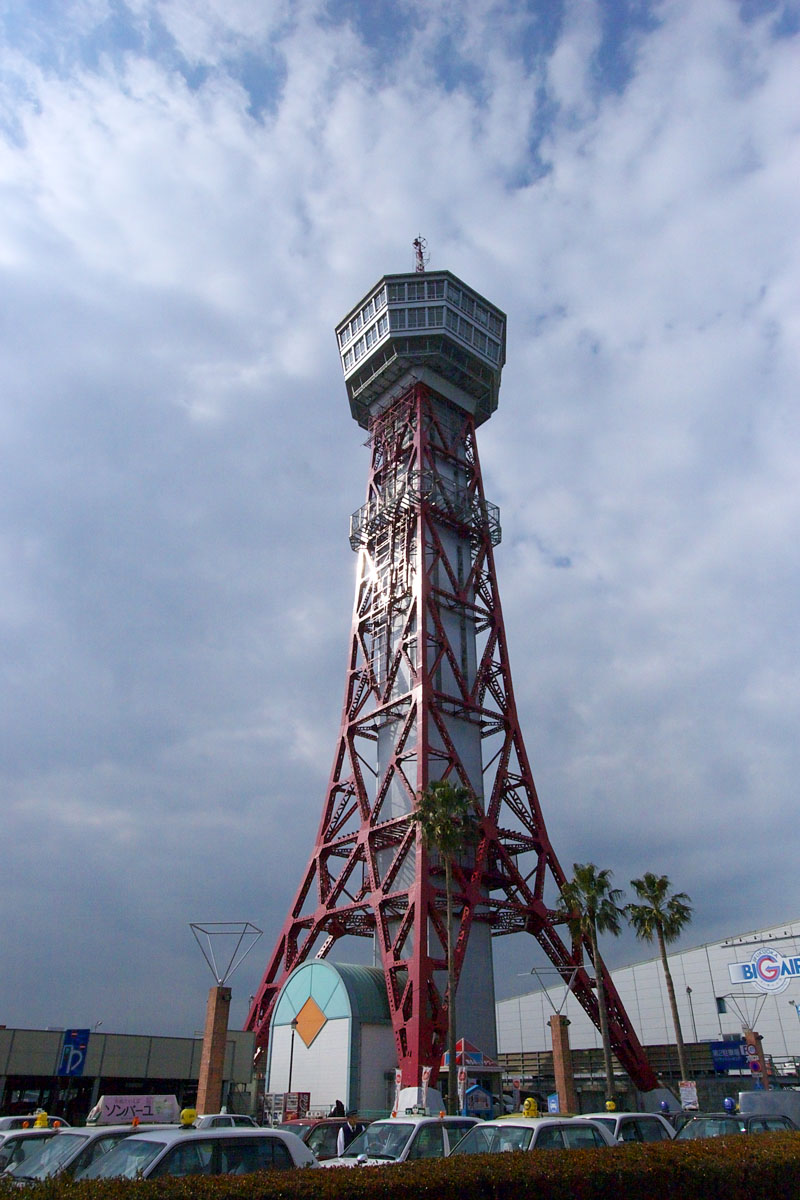
博多ポートタワー （1963年）
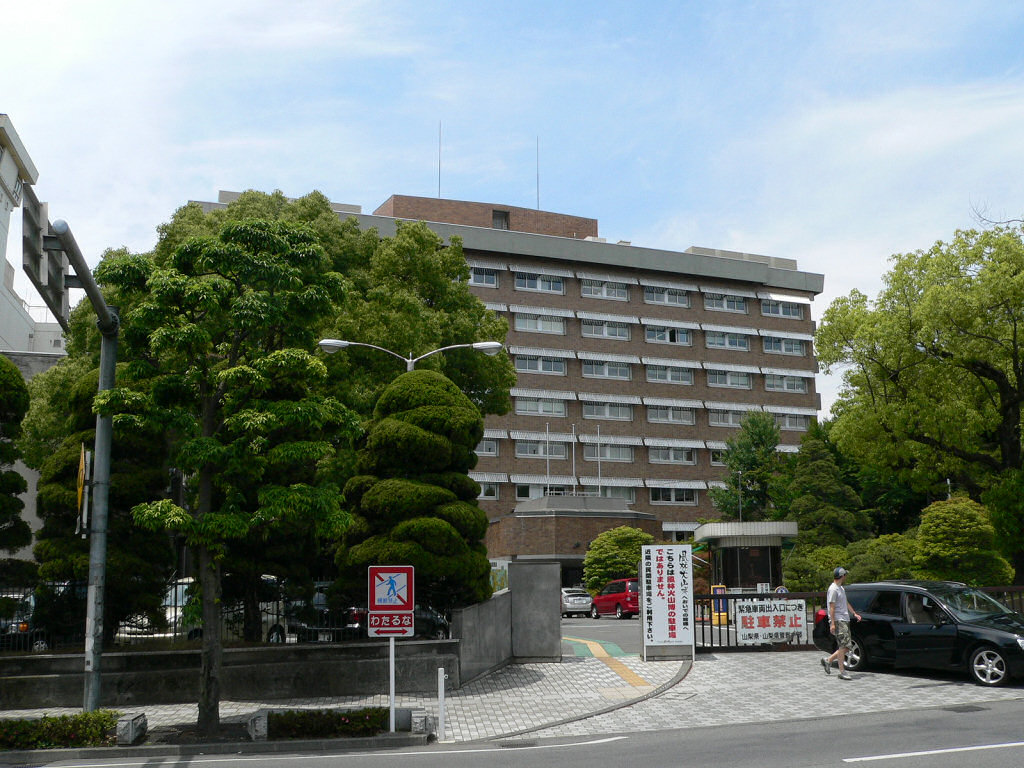
山梨県庁舎本館 （1963年）

## 書籍
- 『建築構造学』、1918年
- 『架構建築耐震構造論』、早稲田大学出版会 1924年
- 『日本の耐震建築とともに』、雪華社、1965年
- 『建築と人生』、鹿島出版会、1966年
- 『内藤多仲博士の業績』、鹿島出版会、1967年
- 『タワー 内藤多仲と三塔物語』、INAX出版、2006年

## 関連書籍
- 「東京タワーを建てた塔博士─内藤多仲」（『技術者という生き方 ― 発見！しごと偉人』上山明博、ぺりかん社、2012年）
- 「世界一をめざした塔博士の熱き思い─ 内藤多仲」（『ニッポン発明物語』上山明博、Kindle版、2014年）
- マンガふるさとの偉人「東京タワーをつくった人 内藤多仲」発行 山梨県南アルプス市 南アルプス市教育委員会 南アルプス市立中央図書館 2024年3月 https://www.bgf.or.jp/bgmanga/319/

## ドキュメンタリー
- 日本の風景を変えた男たち 塔博士・内藤多仲 鉄塔三都物語 NHK BShi（2008年2月19日、再放送2016年4月21日、1時間50分）出演：ダンカン[8]
- 近代建築誕生秘話 塔博士の愛した数式〜東京タワーを作った男・内藤多仲〜（BS朝日、2014年8月17日、再放送2014年10月19日、放送時間1時間54分）出演：菊川怜